# Cryptographic Service Provider
Pour les articles homonymes, voir CSP.
Cryptographic Service Provider (ou « CSP ») est une bibliothèque logicielle de fonctions fournie par Microsoft ou un éditeur tiers. Tout programme en C (ou C++) peut utiliser les fonctions cryptographiques fournies par le CSP par l'intermédiaire de l'interface de programmation d'application cryptographique (« CAPI »).
Le CSP de Microsoft est « purement logiciel », à l'inverse des CSP proposés par les vendeurs tiers, qui exploitent les fonctions cryptographiques d'un matériel dédié (carte à puce, token USB, carte à Cryptoprocesseur).